# Göran Ribe
Göran Emil Ribe, född 17 december 1947 i Stockholm, är en svensk redaktör, skribent och översättare. Han var under ett antal år ansvarig redaktör för Bild & Bubbla och var där en av de svenska pionjärerna inom studiet av tecknade serier. Sedan 1984 har Ribe fungerat som redaktör på serieförlaget Epix. Han arbetar som översättare av tecknade serier, skönlitteratur och facklitteratur.

## Biografi

### Översättare
Ribe har under flera decenniers tid varit aktiv som översättare. Under 1970-talet bidrog han till att sprida delar av den fransk-belgiska albumvågen på svenska, bland annat som översättare av Blake & Mortimer. Från 1980-talet har han mest arbetat med serier som givits ut på Horst Schröders förlag Medusa och Epix – förutom samlingsutgivningen av Hergés verk på Bonnier Carlsen. Dessutom har Ribe översatt ett flertal böcker i andra genrer.

### Skribent och redaktör
Som styrelseledamot i Seriefrämjandet 1971–1988 deltog han aktivt i föreningens arbete för att förbättra seriernas anseende och få fram fler svenska serier. Bland annat var han med och arrangerade flera seminarier om serier. Han var även verksam i de mer kortlivade alternativseriegrupperna Seriefront och Fria Serier.
Som serieexpert är Göran Ribe betydande. Han var åren 1973–1984 och 1995–1996 ansvarig redaktör för Bild & Bubbla, Seriefrämjandets tidskrift om tecknade serier. Ribe var 1986 en av de ansvariga för den stora utställningen "Serier" på Stockholms kulturhus, och han skrev flera texter till dess tjocka utställningskatalog Boken om serier. För Nationalencyklopedin har Göran Ribe skrivit en stor del av artiklarna om tecknade serier. Via artiklar och översättningar av standardverk på området har Ribe bidragit till att etablera ett vetenskapligt förhållningssätt i studiet av tecknade serier som medium. Han översatte 1976 Jon Gisles Ankismen (original: Donaldismen), en av de allra första studierna i bokform (om än humoristiskt skriven) av Disneyserier. Under 1980- och 90-talen undervisade han även om serier inom ramen för olika högskolekurser.
1985 var Göran Ribe redaktör och ansvarig utgivare på Elitserien, föreningen Mammut/Fria Seriers kortlivade bidrag till 1980-talets vuxenserietidningsflora. Tidningen kom endast ut i ett nummer, efter att premiärnumrets satirserie med Kalle Anka inblandad vållat kontroverser.

## Seriefiguren Ribe
Ribe har vid flera tillfällen synts som seriefigur, bland annat i Box 19008 (Ulf Janssons serie om livet på ett serieförlag, publicerad i Epix) och Tändsticksgubben och gummitjejen (av Horst Schröder/Mikael Grahn; som figuren "Guran Gribe").